# FC Wimbledon
Der Wimbledon Football Club war ein englischer Fußballverein aus dem Londoner Stadtteil Wimbledon. Der Verein bestand zwischen 1889 und 2004, bevor er nach einem Umzug nach Milton Keynes unter dem Namen Milton Keynes Dons neu gegründet wurde. Größte Erfolge waren der Aufstieg 1986 in die First Division, die seinerzeit höchste Spielklasse Englands, und der Gewinn des FA Cup 1988.

## Geschichte

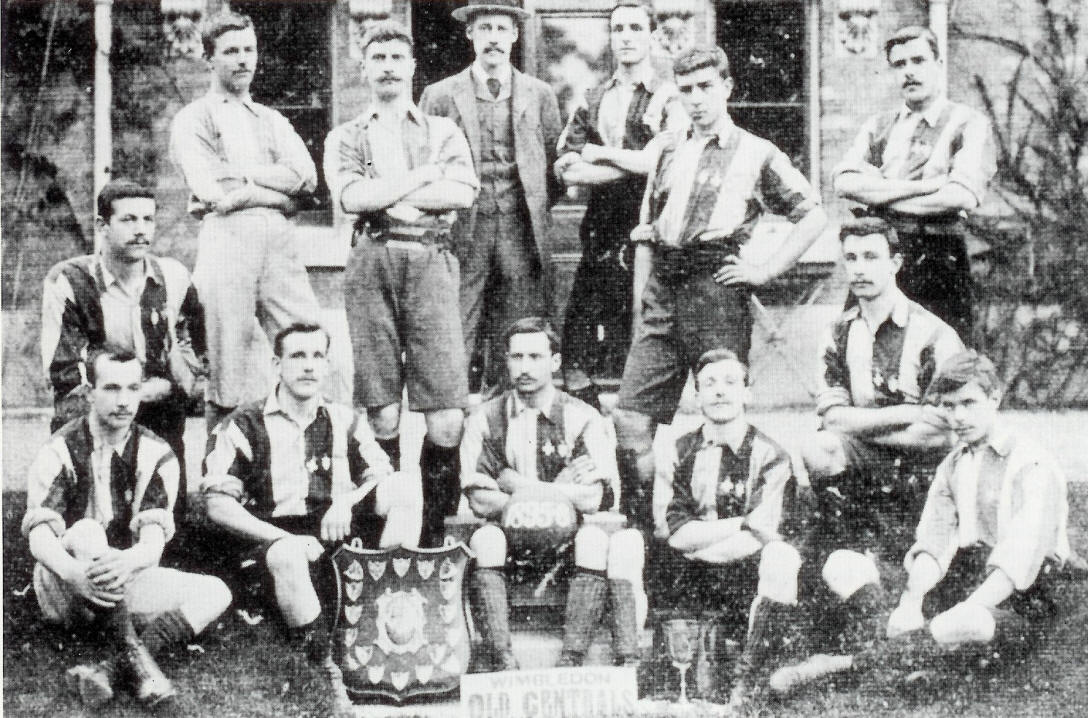
Die Mannschaft des Wimbledon Old Centrals F.C. in der Saison 1895/96

Der Klub wurde 1889 von Schülern der im Wimbledon Common liegenden Old Central School unter dem Namen Wimbledon Old Central Football Club gegründet. Nach einigen regionalen Titelgewinnen in der Vorkriegszeit wurde der mittlerweile in Wimbledon Football Club umbenannte Klub nach dem Ersten Weltkrieg in die Isthmian League aufgenommen. Dort gewann der Klub in den 1930er Jahren mehrfach die Meisterschaft, was erneut in den 1960er Jahren gelang. 1963 gewann er zudem durch einen Finalsieg über Sutton United den FA Amateur Cup.

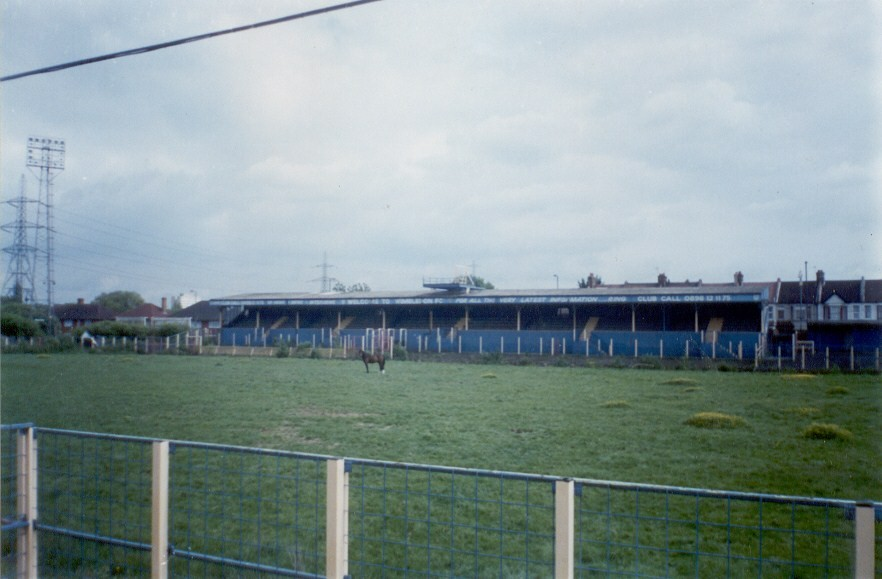
Die verlassene Plough Lane im Jahr 2000

Aufgrund der Erfolge wandte sich der Wimbledon FC 1964 dem professionellen Fußball zu und wurde in die Southern Football League aufgenommen. Auch dort blieb die Mannschaft erfolgreich, zwischen 1975 und 1977 gewann die Mannschaft dreimal in Folge die Meisterschaft und besiegte im FA Cup 1974/75 als erster Klub aus dem Non-League football im 20. Jahrhundert mit dem FC Burnley einen Erstligisten. Daraufhin wurde der Klub 1977 in die Football League aufgenommen, wobei der AFC Workington ersetzt wurde.
Bereits nach zwei Jahren verließ der Wimbledon FC die Fourth Division in Richtung Third Division, stieg aber direkt wieder ab. Anschließend übernahm Dave Bassett das Traineramt, unter dem der Klub auf- und wieder abstieg. Dem erneuten Aufstieg 1983 folgte der Durchmarsch in die Second Division, aus der der Klub zwei Jahre später in die First Division aufstieg. Anfang September war der Klub kurzzeitig Tabellenführer, ehe er die Saison auf dem sechsten Tabellenplatz beendete. Anschließend verließ Bassett den Klub und wurde durch Bobby Gould ersetzt. Der neue Trainer führte die Mannschaft 1988 ins Endspiel, wo Lawrie Sanchez den spielentscheidenden Treffer zum 1:0-Erfolg über den hochfavorisierten FC Liverpool erzielte. In der Liga erreichte der Klub das Mittelfeld, so dass 1990 Ray Harford Gould ersetzte.
Mit der Umsetzung der im Taylor Report vorgeschlagenen Maßnahmen zur Erhöhung der Sicherheit bei Sportveranstaltungen begann eine wechselhafte Zeit für den Klub. Das seit 1912 genutzte, bisherige Stadion Plough Lane genügte nicht den Ansprüchen, ab 1991 teilte sich der Klub den Selhurst Park mit Crystal Palace. In den folgenden Jahren, in denen sich die Mannschaft für die Premier League qualifiziert hatte, schwankte der Verein zwischen Abstiegskampf und Kampf um Europapokalplätze. 2000 stieg die Mannschaft aus der ersten Liga ab, im folgenden Sommer kündigte das Management den Umzug nach Milton Keynes an. Nach verschiedenen kontroversen Diskussionen erlaubte eine von der Football Association eingesetzte Kommission den Umzug, der im Herbst 2003 vollzogen wurde. Fortan spielte der Klub im National Hockey Stadium in Milton Keynes.
Bereits ab Juni 2003 unterstand der Wimbledon FC einem Insolvenzverfahren. In der Folge wurden zahlreiche Spieler im Saisonverlauf verkauft, so dass der Klub am Saisonende auf dem letzten Tabellenplatz der zweitklassigen First Division stand. Zur folgenden Spielzeit trat er nicht mehr an, den Platz übernahm der neu gegründete Klub Milton Keynes Dons. Bereits 2002 hatten Anhänger des ursprünglichen Klubs den AFC Wimbledon gegründet, der zunächst in Amateurligen spielte und 2013 mit dem Aufstieg in die Football League Two ebenso den Bereich der Football League erreichte. In den Saisons 2016/17 sowie 2017/18 spielten sowohl Milton Keynes als auch der AFC Wimbledon in der Football League One, ehe MK Dons 2018 in die vierte Liga abstieg.

## Erfolge
- Aufstieg in die First Division 1986
- FA-Cup-Sieger 1987/88

## Bekannte Ehemalige Spieler
- Dave Beasant (1979–1988)
- Ian Cooke (1963–1977)
- Alan Cork (1978–1992)
- Carl Cort (1996–2000)
- Kenny Cunningham (1994–2002)
- Wally Downes (1979–1988)
- Robbie Earle (1991–2000)
- Jason Euell (1995–2001)
- John Fashanu (1986–1994)
- John Hartson (1999–2001)
- Vinnie Jones (1986–1989, 1992–1998)
- Roy Law (1958–1972)
- Terry Phelan (1987–1992)
- Lawrie Sanchez (1984–1994)
- John Scales (1987–1994)
- Dennis Wise (1985–1990)

## Bekannte Trainer
- Dave Bassett (1981–1987)
- Bobby Gould (1987–1990)
- Joe Kinnear (1992–1999)
- Egil Olsen (1999–2000)